# كونراد ناغل
كونراد ناغل (بالإنجليزية: Conrad Nagel)‏ (16 مارس 1897 - 24 فبراير 1970) كان ممثل أفلام، مسرح وتلفاز أمريكي، أستمرت مسيرته الفنية من 1918 حتى 1967. لديه 3 نجوم في ممشى المشاهير في هوليوود.

## وصلات خارجية
- كونراد ناغل على موقع IMDb (الإنجليزية)
- كونراد ناغل على موقع ألو سيني (الفرنسية)
- كونراد ناغل على موقع تيرنر كلاسيك موفيز (الإنجليزية)
- كونراد ناغل على موقع أول موفي (الإنجليزية)
- كونراد ناغل على موقع قاعدة بيانات برودواي على الإنترنت (الإنجليزية)
- كونراد ناغل على موقع قاعدة بيانات الأفلام السويدية (السويدية)
- كونراد ناغل على موقع إن إن دي بي (الإنجليزية)
- كونراد ناغل على موقع قاعدة بيانات الفيلم (الإنجليزية)
- كونراد ناغل على موقع كينوبويسك (الروسية)